# Independence Township (comté de Nodaway, Missouri)
Independence Township est un township, situé dans le comté de Nodaway, dans le Missouri, aux États-Unis,.
Le township est fondé en 1856.

### Source de la traduction
- (en) Cet article est partiellement ou en totalité issu de l’article de Wikipédia en anglais intitulé « Independence Township, Nodaway County, Missouri » (voir la liste des auteurs).